# Obec širšího společenství českých unitářů
Obec širšího společenství je obcí Náboženské společnosti českých unitářů.
Slouží duchovním potřebám všem, kdož se nemohou zúčastňovat života jiných unitářských obcí. Bez ohledu na místo bydliště nabízí zázemí a duchovní domov v rámci českého unitářství všem, kteří se zajímají o duchovní otázky.
Obec širšího společenství (obvykle uváděna i pod zkratkou OŠS) pro spojení, společenství, komunikaci a sdílení využívá internet, e-mail či jiné komunikační prostředky. Jak sama obec uvádí, kde je to možné, nabízí programy a příležitostné či pravidelné schůzky v místech podle bydliště členů.
Pravidelnou aktivitou je vysílání nazvané Středník na YouTube kanálu obce (většinou každou středu v poledne). I další aktivity jsou sdíleny on-line formou právě pro širokou dostupnost zájemcům. Širší obec produkuje i série zamyšlení či pobožností.
Pod záštitou OŠS pořádají unitáři i besedy, kulturní akce a další programy. V roce 2025 je například plánována netradiční Květinová slavnost formou korespondenčního "Sběru unitářských léčivek".